# Hubert Sauper

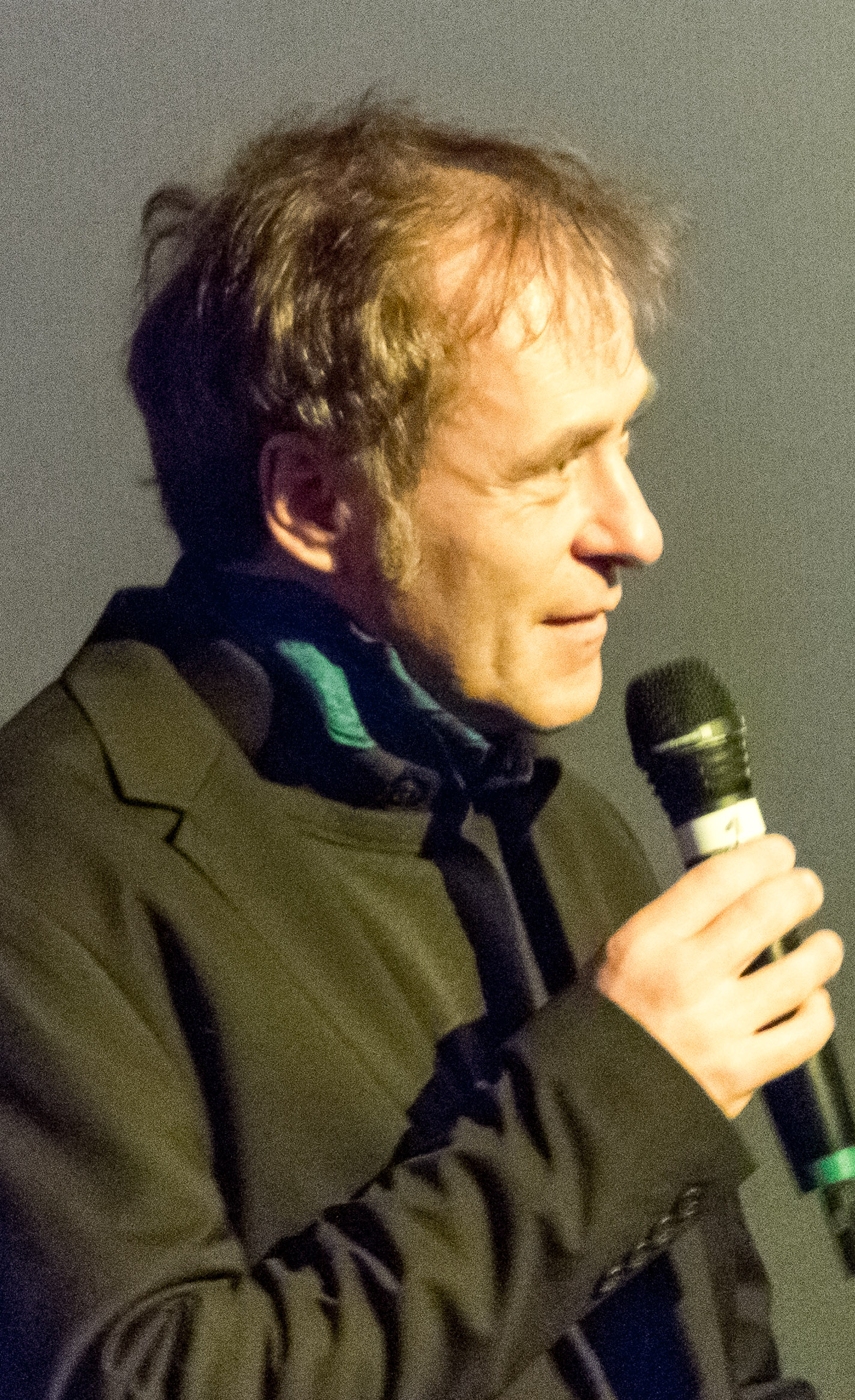
Hubert Sauper, Berlinale 2014

Hubert Sauper (nacido el 27 de julio de 1966 en Kitzbühel, Tirol, Austria) es un  director de cine conocido por Darwin's Nightmare en 2004, que estuvo nominada para un Premio Óscar. 
Sauper ha vivido en Reino Unido, Italia, y Estados Unidos y ahora vive en Francia. Estudió dirección cinematográfica en universidades en Viena y Francia. Enseña clases de cine en Europa y Estados Unidos.
Ha actuado en varios cortometrajes y dos películas: In The Circle of the Iris, dirigida por Peter Patzak, y Blue Distance, dirigida por Peter Schreiner.

## Filmografía
- On the Road With Emil (1993, documental)
- So I Sleepwalk In Broad Daylight (1994, ficción)
- Lomographer's Moscow (1995, documental)
- Kisangani Diary / Loin du Rwanda (Far From Rwanda) (1998, documental)
- Alone With Our Stories (2000, documental)
- Darwin's Nightmare (2004, documental)
- We come as friends (2014, documental)

## Premios y distinciones
Premios Óscar
| Año  | Categoría              | Película               | Resultado |
| ---- | ---------------------- | ---------------------- | --------- |
| 2006 | Mejor documental largo | La pesadilla de Darwin | Nominado  |

Festival Internacional de Cine de Venecia
| Año  | Categoría                 | Película               | Resultado |
| ---- | ------------------------- | ---------------------- | --------- |
| 2004 | Premio Label Cines Europa | La pesadilla de Darwin | Ganador   |